# بروس إيلدر
بروس إيلدر (بالإنجليزية: Bruce Elder)‏ هو صحفي أسترالي، ولد في 16 يوليو 1944.